# Дружество на независимите художници
Дружеството на независимите художници е творческа организация на група български художници, която съществува от 1919 до 1944 година.

## История
Основано е в края на 1919 – началото на 1920 година със седалище в град София, Царство България. Създадено е по образец на Народната организация на независимите художници в Париж. Негови инициатори са художника Петър Морозов и скулптора Пандо Киселинчев, които са съответно секретар и касиер на организацията. Останалите членове-основатели са Никола Аврамов, Янко Анастасов, Миладин Лазаров, Руска Маринова, Петър Урумов и други. Основната цел на дружеството е да създава атмосфера за свободно творчество и да култивира у членовете отговорност и самокритика.
Различава се от останалите организации на художниците с това, че няма жури, което да подбира творбите за изложбите на дружеството. Членовете имат свободата сами да изберат произведенията, с които да участват. Местата на тези творби в изложбеното помещение се определят чрез жребий.
Първата изложба на дружеството е проведена през 1920 година. От 1924 до 1944 година са организирани десет изложби. С останалите дружества по онова време участва в общи художествени изложби.
През 1932 година Дружеството на независимите художници се присъединява към Съюза на дружествата на художниците в България. През 1944 година е включено в състава на Съюза на художниците в България, по-късно преобразуван в Съюз на българските художници.
През първите години на своето съществуване членовете на организацията наброяват около 20 души. През 1932 година тяхната бройка е 30 души. През годините негови членове са: Сидония Атанасова, Евгений Ващенко, Василка Генадиева, Преслав Кършовски, Кирил Петров, Илия Пефев, Николай Ростовцев, Екатерина Савова-Ненова, Павел Францалийски и други.